# Pisklę

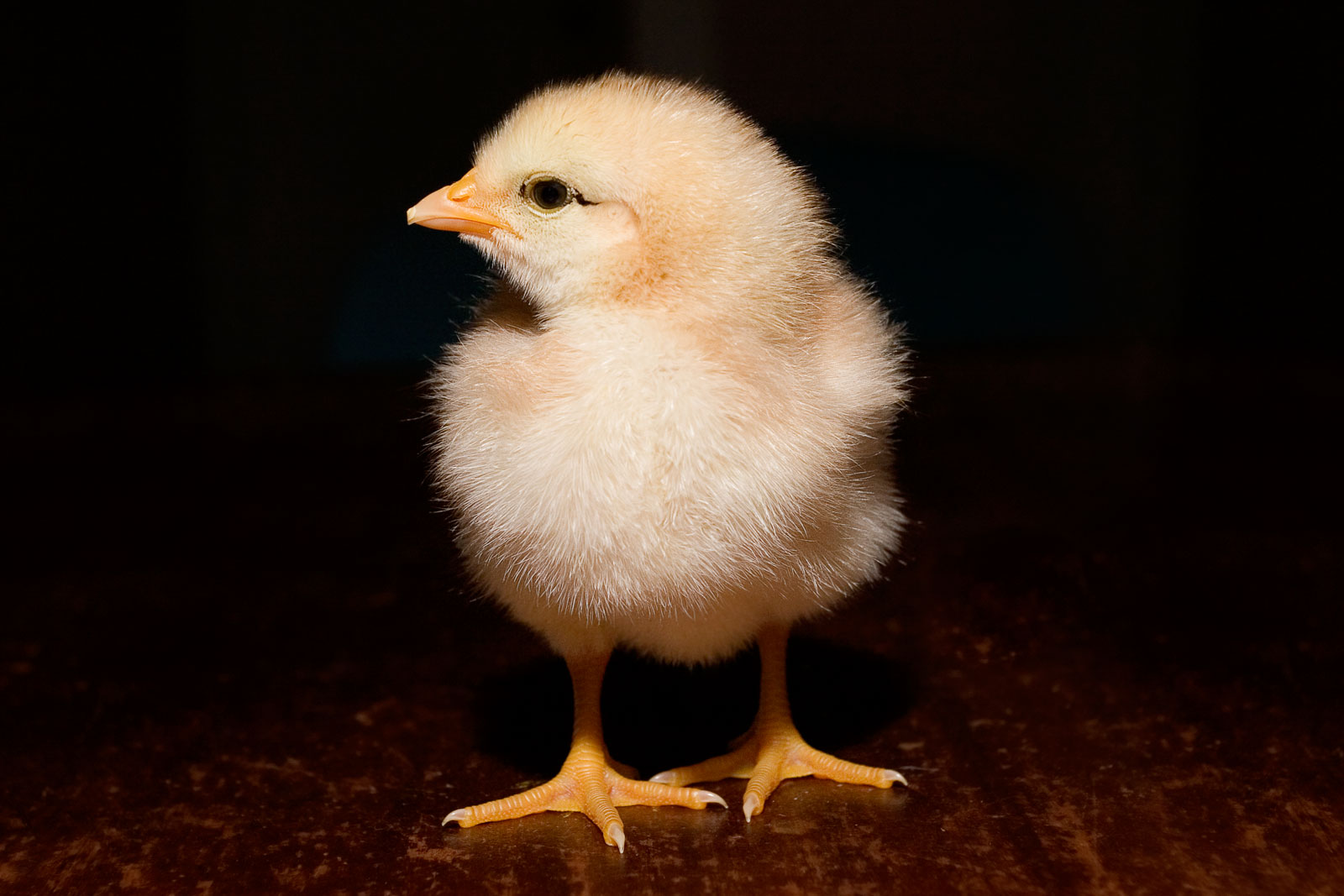
Jednodniowe pisklę kury domowej

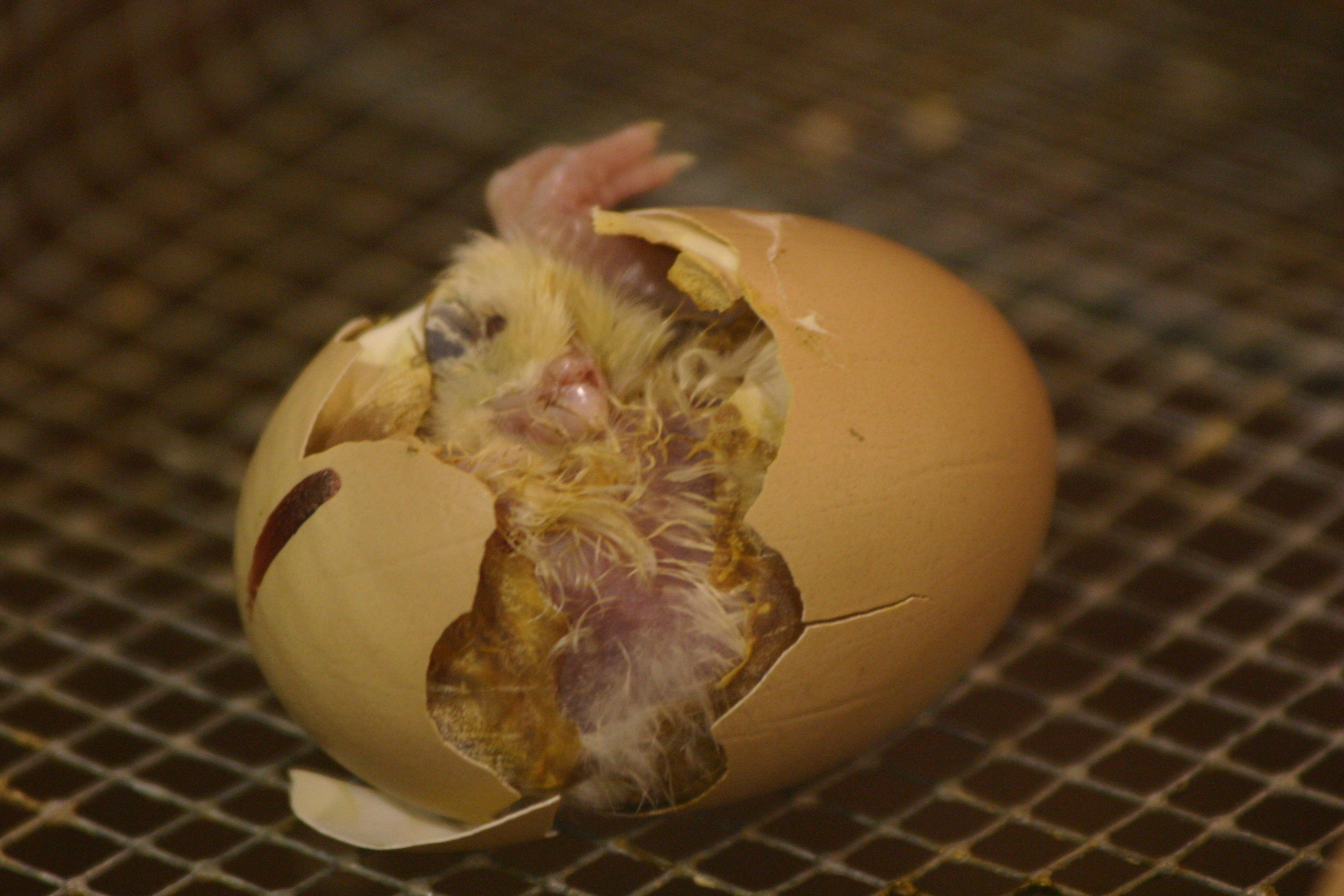
Wykluwające się pisklę

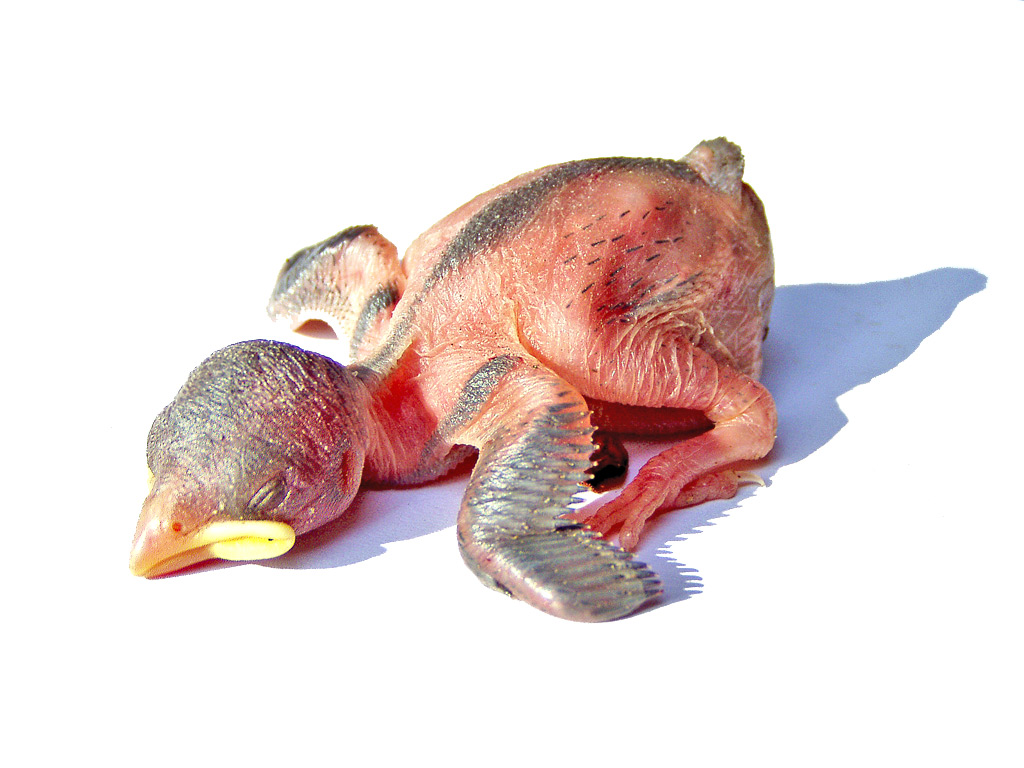
Pisklę wróbla, przykład gniazdownika

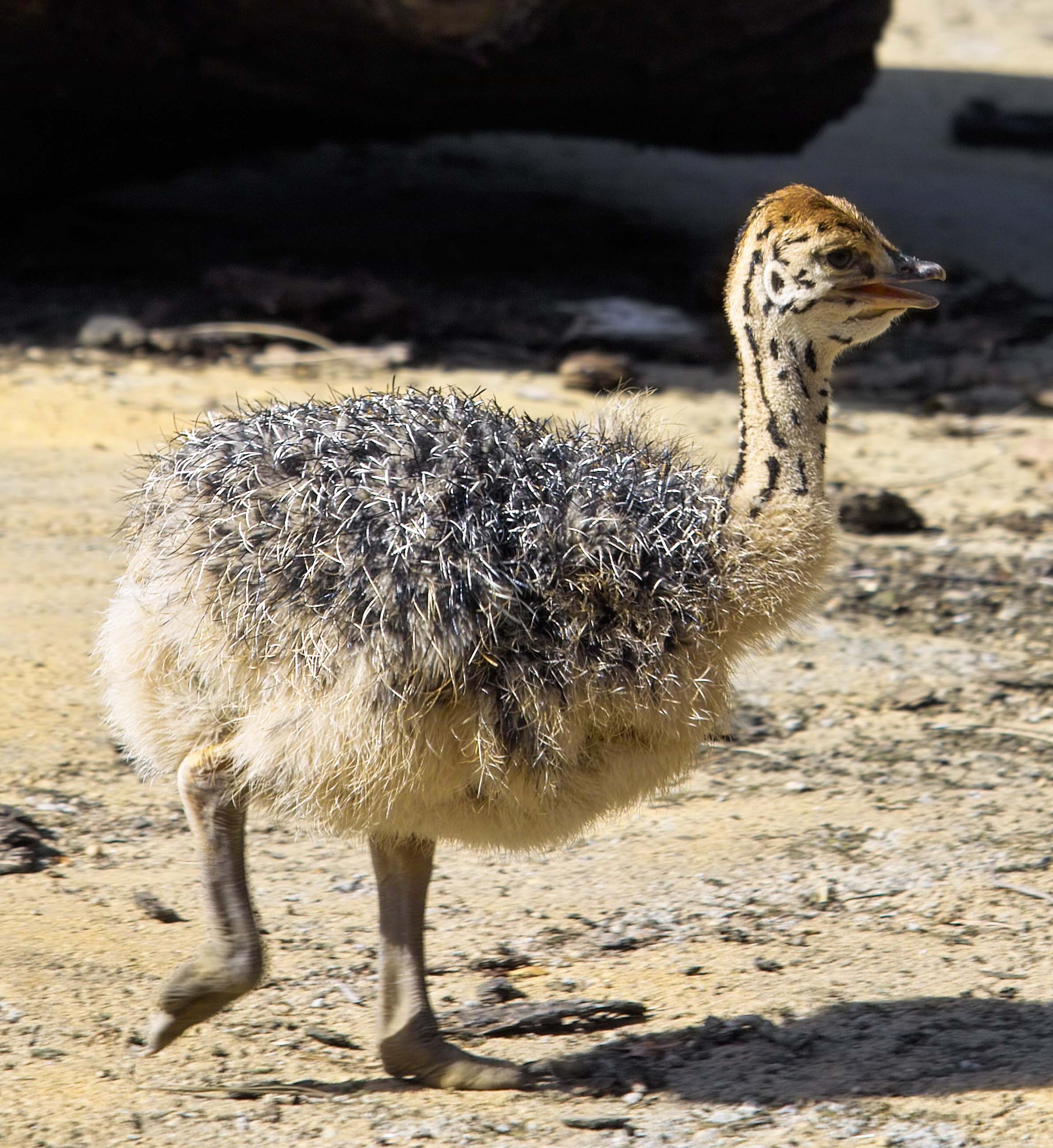
Pisklę strusia, przykład zagniazdownika

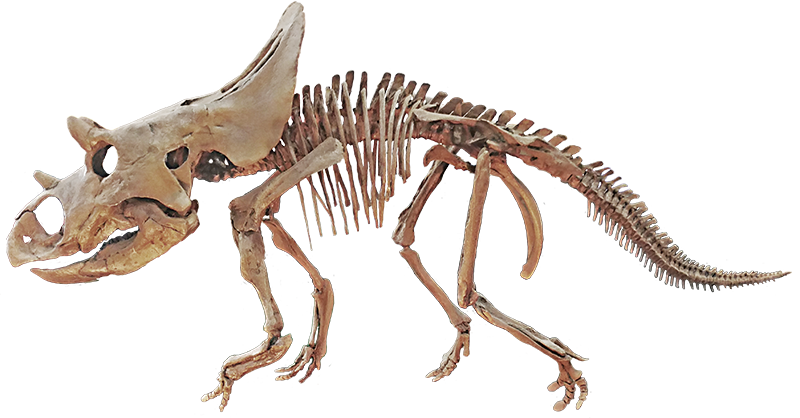
Szkielet młodego agujaceratopsa, przykład pisklęcia dinozaura nieptasiego

Pisklę – świeżo wykluty z jaja ptak (termin stosowany również dla młodych dinozaurów nieptasich), u większości gatunków wymagający opieki rodzicielskiej.
Według cech piskląt różnych gatunków ptaków, ptaki dzielimy na gniazdowniki i zagniazdowniki.

## Okres od wyklucia do samodzielności
Pisklęta wylęgają się z jaja, rozbijając skorupę przy pomocy zęba jajowego. Wyklucia następują podczas okresu lęgowego ptaków, który następuje w porach roku obfitujących w pokarm (wiosną, na obszarach klimatu umiarkowanego). Istnieją także gatunki, których pisklęta wykluwają się jesienią (sokół skalny) albo nawet zimą (krzyżodziób świerkowy).
Długość okresu rozwoju pisklęcia między wykluciem a osiągnięciem samodzielności zależy od rodzaju gatunku. U pewnych gatunków niezaradność piskląt przejawia się najczęściej tym, iż rodzą się małe, ślepe, nie potrafią chodzić, latać, oraz są nieopierzone. Gatunki te określa się mianem gniazdowników. Pisklęta, które bezpośrednio po wykluciu potrafią poruszać się i są opierzone, nazywa się zagniazdownikami. Pisklęta gniazdowników potrzebują pomocy w termoregulacji ciała, stąd muszą być wysiadywane dłużej niż zagniazdowników. Istnieją gatunki, których pisklęta są typem mieszanym.

## Upierzenie
W jaju upierzenie piskląt otoczone jest warstwą keratyny, która po wykluciu pęka i odpada, po czym upierzenie przyjmuje swój typowy puchowy wygląd. To wkrótce zamienia się podczas pierzenia w pierwsze upierzenie, które w życiu ptaków również jest co jakiś czas wymieniane na nowe. W zależności od gatunku albo rasy ptaków pisklęta posiadają lub nie puchowe upierzenie, które u zagniazdowników przybiera różne ubarwienie, najczęściej kamuflażowe. Żółte upierzenie u piskląt drobiu jest jednym z wyjątków. U gniazdowników nie ma upierzenia bezpośrednio po wykluciu.

## Płeć
U wielu gatunków ptaków płeć piskląt jest trudna do rozpoznania. Jedną z metod jest rozpoznawanie podczas seksowania.
Inną, nową metodą jest analiza osi pióra piskląt. Zawarte w niej komórki poddawane są spektroskopii Ramana, metodzie wypracowanej przez indyjskiego fizyka Chandrasekhara Venkata Ramana. Molekuły, które oświetlane są światłem monochromatycznym, rozpraszają je we wszystkich kierunkach. Część rozproszonego światła, tak zwane rozproszenie Ramana, zawiera informacje, z których można wyczytać różniące się kombinacje chromosomów ptaków. U samców są to dwa Z-Chromosomy, podczas gdy u samic występuje kombinacja chromosomów ZW.

## Symbolika
W chrześcijaństwie podczas okresu Wielkanocnego pisklęta symbolizują „nowe życie”. Poczta Polska wydała znaczek pocztowy pokazujący pisklę z okazji Świąt Wielkanocnych 2005 (Seria 4021–4022 – Wielkanoc (IX)).